# Лет 370 Malaysia Airlines-а
Лет 370 Malaysia Airlines-а (МH370) био је међународни путнички лет из Куала Лумпура до Пекинга. Контакт са авионом је изгубљен 8. марта 2014. у 01:20 сат мање од сат времена након полетања. У 07:24 је Малејша ерлајнс изјавила како је авион нестао. У авиону је било 12 чланова посаде и 227 путника из 14 земаља.
Како би пронашли авион претраживано је Јужно кинеско море и Тајландски залив. За неколико дана је потрага проширена и на Малајски пролаз те на Андаманско море. Дана 15. марта 2014. на основу војних и радарских података закључено је да је авион прво кренуо на запад преко Малајског полуострва, а затим наставио на северном или јужном путу. 24. марта су малезијске власти потврдиле како је авион пао у јужном делу Индијског океана и да нема преживелих. Није било потврда где је место пада зато што није било ни остатака авиона.

## Нестанак
Авион је кренуо из Куала Лумпура, 8. марта у 00:41 и био је заказан да дође у Пекинг у 06:30. Путовао је брзином од 872 километра на сат. Убрзо је изгубљен контакт са авионом. Последња позната позиција 8. марта у 01:21 био је Тајландски залив.

## Сателитски снимци
Сателити су снимили много слика на којима се виде предмети који би могли бити делови авиона. Када год би сателит усликао неки предмет бродови би кренули на то место да виде шта је то, но ништа не би нашли јер је тај предмет највероватније потонуо.

## Потрага
Авион није нађен док је црна кутија још радила, али је ухваћено неколико сигнала у јужном индијском океану који су највероватније били сигнали црне кутије. Последња позната позиција авиона била је Тајландски залив. На обали Вијетнама су 8. и 9. марта пронађене нафтне мрље. То је било авионско гориво.12. марта је почето претраживање Андаманског мора, а малезијска влада је затражила помоћ од Индије. Када је објављено да је авион пао у океан у потрагу су се укључиле и бродови са сондама које претражују морско дно.

## Путници
152 од 227 путника у авиону били су кинески држављани. 38 путника били су из Малезије. Преостали путници били су из 13 различитих земаља.